# Ivonne Kraft
Ivonne Kraft (* 8. Juli 1970 in Karlsruhe) ist eine deutsche Mountainbikerin im Verein MBC Bochum. Ihr Trainer ist Siegfried Kettmann.

## Leben
Ivonne Krafts Sportkarriere begann als Trampolinspringerin beim TV 1849 Gernsbach, wo ihr Vater Trainer der Trampolin-Bundesligamannschaft war. Mit 15 Jahren wurde sie im Trampolinspringen deutsche Schülermeisterin, gewann 1989 die Europameisterschaften im Trampolinspringen und errang den dritten Platz bei der Weltmeisterschaft 1990. 1991 begann sie ein Mathematikstudium an der Pädagogischen Hochschule Karlsruhe, brach dieses aber ab und setzte ihre bereits im Studium begonnene Tätigkeit als Fahrradkurier fort. Dies betrieb sie, nach einem Intermezzo als Wasserballspielerin, auch als Sport, sie konnte acht Mal den Weltmeistertitel erringen.

## Karriere als Mountainbikerin
Zugleich absolvierte Ivonne Kraft eine Ausbildung als Vermessungstechnikerin, bevor sie beim NRW-Cup 1999 den ersten Platz erfahren konnte. 2001 wurde sie Fahrerin beim Team Ghost, 2002 wurde sie in die deutsche Nationalmannschaft aufgenommen.
2003 fuhr Kraft bei den Weltmeisterschaften MTB XCO den 4ten Platz in der Damen Elite Wertung ein.
Bei der deutschen Meisterschaft 2004 erreichte sie den 2. Platz.
Bei den Olympischen Sommerspielen von 2004 in Athen fuhr Kraft den 7ten Platz ein.
2006 wurde sie noch zweite beim Bundesliga MTB XCO Offenburg und konzentrierte sich immer mehr auf die Langstrecke.
2007 startete sie das erste Mal bei dem Langstrecken-Etappenrennen Cape Epic und erreichte Platz 2.
2007 wurde Ivonne Kraft durch den Bund Deutscher Radfahrer wegen Dopings verwarnt. Sie war am 6. Mai in Heubach positiv auf das Asthma-Mittel Fenoterol getestet worden. Sie wurde nachträglich disqualifiziert und verwarnt.
Sie erhielt keinerlei Sperre und die UCI hat kein Verfahren eingeleitet. Aufgrund dass die gefundene Menge minimalistisch nachgewiesen wurde und dies nicht Leistungssportssteigerung zunutze ist, sowie das nach Einnahme zur Beeinträchtigung der Verkehrstauglichkeit kommen kann. Außerdem dass Kraft sofort zur Aufklärung des Verlaufes zur Verfügung stand.
2008 gewann Ivonne Kraft Bundesliga Rennen Heubach.

## Erfolge
1997
- 8. Platz MULTIVAN CUP GERMANY XC #3

2001
- 7. Platz ELVIA SWISS CUP #8
- 4. Platz Bundesliga Downhill DH
- 2. Platz Point Racing Cup XC
- 1. Platz Point Racing Cup XC
- 2. Platz Porsche Pro Open Germany
- 1. Platz Point Racing Cup XC
- 2. Platz Point Racing Cup XC
- 5. Platz MTB-Bundesliga XC
- 1. Platz Point Racing Cup XC

2002
- 2. Platz Mount Sdom Bike Race
- 2. Platz Grazer Bikemarathon Stattegg PP
- 4. Platz Uniqua Super Cup Lermoos XC
- 4. Platz NRW-Cup XC
- 2. Platz Sestrierissima XC
- 1. Platz NRW-Cup XC
- 5. Platz Europa Cup MTB
- 4. Platz National Championships
- 7. Platz Tissot/UCI Mountain Bike World Cup
- 12. Platz Tissot/UCI Mountain Bike World Cup
- 5. Platz Europa Cup MTB
- 3. Platz Europa Cup MTB
- 1. Platz Europa Cup MTB
- 3. Platz Europa Cup MTB
- 4. Platz NRW-Cup Xc

2003
- 1. Platz MOUNT SDOM BIKE RACE
- 1. Platz SOHAM
- 14. Platz UCI World Cup
- 4. Platz UCI World Championships
- 2. Platz NRW Cup
- 4. Platz Continental Championships
- 6. Platz O - TOUR
- 5. Platz UCI World Cup
- 5. Platz National Championships
- 2. Platz Sunshinecup Nalles
- 1. Platz NRW Cup
- 4. Platz Bundesliga
- 2. Platz SwissPower Cup
- 1. Platz Slovenia Cup
- 1. Platz Afxentia Stage Race
- 1. Platz Voroklini 2003 International MTB Race
- 2. Platz Challenge Marga Fullana

2004
- 1. Platz Bundesliga
- 4. Platz Continental Championships
- 1. Platz NRW Cup
- 2. Platz NRW Cup
- 5. Platz UCI World Cup
- 3. Platz UCI World Cup
- 2. Platz National Championships
- 3. Platz Bundesliga
- 2. Platz 1. Worldclass MTB
- 2. Platz Dutch Mountain Bike Tour

2008
- 1. Platz Cape Epic Mixed (mit Nico Pfitzenmaier)

2015
- 1. Platz Cape Epic Mixed (mit Peter Vesel)